# Móc tai tàu
Impatiens chinensis là một loài thực vật có hoa trong họ Bóng nước. Loài này được L. mô tả khoa học đầu tiên năm 1753.